# Winkler László
Winkler László (Kispest, 1926. január 8. – 2001. január 11.) okleveles gépészmérnök, muzeológus, repüléstörténet-kutató.

## Életrajza
Winkler László még 1938-ban diákként ismerkedett meg a repülőmodellezéssel. 1946-tól több versenyen is részt vett, jelentős helyezéseket elérve. 1949-től 1959-ig is e területen dolgozott az OMRE majd MRSZ, MHSZ keretében. 1959-1980-ig a Hajtómű- és Felvonógyárban dolgozott, közben elkezdte a magyar repüléstörténet-kutatásról a repülési dokumentumok gyűjtését és a használt géptípusok makettjeinek építését. 1980 és 1985 között a Közlekedési Múzeum tudományos főmunkatársa és a repülési gyűjtemény kezelője volt. 1986-tól pedig már mint nyugdíjas folytatta anyaggyűjtő és publicisztikai munkásságát. Tizennégy szakkönyvnek volt szerzője, további harmincháromnak társszerzője, publikációinak száma is meghaladja a négyszázat.
Hetvenöt évesen, 2001-ben érte a halál.
Hátrahagyott életműve, történeti gyűjteménye a Hadtörténeti Múzeumban található.